# Karel I.
Blahoslavený Karel I. (v Maďarsku označovaný jako Karel IV., maďarsky IV. Károly) (17. srpna 1887, zámek Persenbeug, Dolní Rakousy – 1. dubna 1922, Monte, Funchal, Madeira), z habsbursko-lotrinské dynastie byl v letech 1916–1918 poslední císař rakouský, král český, apoštolský král uherský, markrabě moravský, suverén rakouského Řádu zlatého rouna atd.
Dětství a mládí Karel strávil převážně v Dolních Rakousích, ve Vídni a Čechách. Jako člen vedlejší větve rodu se do přímé linie následnictví dostal teprve roku 1900, kdy se arcivévoda František Ferdinand morganaticky oženil a tím své případné potomky z následnictví vyloučil. V roce 1911 se Karel oženil se Zitou Bourbonsko-Parmskou, s níž měl celkem 8 dětí včetně následníka Oty. Po atentátu na Františka Ferdinanda roku 1914 se stal korunním princem a na trůn usedl 21. listopadu 1916 po smrti svého prastrýce Františka Josefa I. Fyzicky byl korunován pouze za uherského krále, a to 30. prosince 1916 v Budapešti. Jeho vláda byla poznamenána neustálou snahou o zastavení zuřící první světové války, na jejímž vypuknutí neměl prakticky žádný podíl. Jeho mírová jednání byla ovšem stejně neúspěšná jako jeho úsilí o národnostní smír v hroutící se monarchii. Na jaře 1917 svolal již několik let rozpuštěný předlitavský parlament, čímž v rakouské části monarchie obnovil válkou přerušený demokratický život.
Po zániku Rakouska-Uherska koncem roku 1918 byl nucen odejít do exilu, ale svých titulů a nároků se nikdy nevzdal. Osud Podunají mu stále ležel na srdci a jeho rozdrobenost na malé národní státy vnímal jako rizikovou. Během roku 1921 se dvakrát neúspěšně pokusil ujmout vlády v poválečném Uhersku (tedy Maďarsku), které formálně zůstalo monarchií a Habsburky do té doby oficiálně nesesadilo. Následně musel s celou rodinou do vyhnanství až na odlehlý ostrov Madeira, kde roku 1922 zemřel na zápal plic.
V roce 2004 byl pro svůj příkladný křesťanský život a pro své mírové snahy beatifikován papežem sv. Janem Pavlem II. V Česku na něj každoročně upomíná mj. kulturní akce Audience u císaře Karla I., pořádaná na zámku v Brandýse nad Labem, kde ještě jako mladý arcivévoda strávil několik let svého života.

## Číslování
Ve většině zemí se čísluje jako I., čímž je míněno pořadí mezi rakouskými císaři. Vymyká se Maďarsko, kde se zásadně počítá v rámci uherských králů jako Karel IV. (po Karlu Robertovi, Karlu z Drače a Karlu VI.). Pokud by se navázalo na řadu římských císařů, byl by Karlem VII., jinak v samotném Rakousku byl panovníkem toho jména třetím. Jako český král byl toho jméno rovněž třetím (po Karlovi IV. a Karlovi VI.), označení Karel III. se však pro něj v českém prostředí nevžilo. Místo toho byl za československé první republiky, která se svým étosem přirozeně vůči habsburskému vladaři vymezovala, nazýván „Karel Poslední“.

## Původ

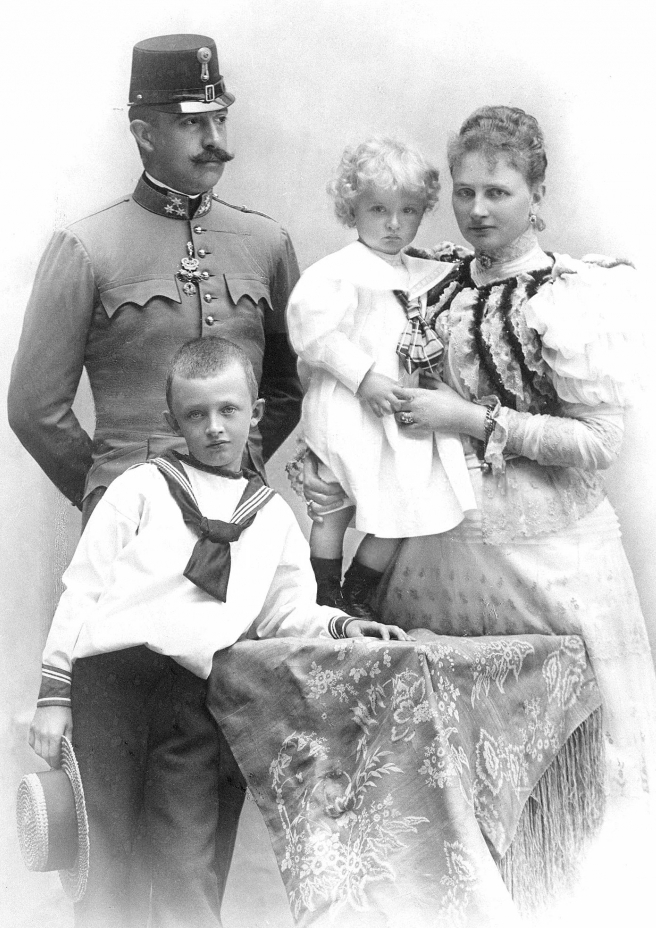
Karel se svými rodiči a mladším bratrem

Narodil se na zámku Persenbeugu v Dolních Rakousích jako nejstarší syn arcivévody Oty Františka (1865–1906) a Marie Josefy Saské (1867–1944). Jeho děd arcivévoda Karel Ludvík Habsbursko-Lotrinský (1833–1896) byl bratrem císaře Františka Josefa I., jenž byl tedy Karlovým prastrýcem. Jeho nejbližším vládnoucím předkem v přímé mužské linii byl František I., jeho prapraděd.
Je zajímavostí, že skrze matku byl Karel také vzdáleným potomkem Jiřího z Poděbrad, jehož dcera Zdenka se provdala do saské dynastie Wettinů.
Jediný syn císaře Františka Josefa I., korunní princ Rudolf, spáchal roku 1889 sebevraždu (aniž zanechal následníka) a další následník trůnu, Karlův strýc František Ferdinand d'Este byl zavražděn roku 1914 v Sarajevu. Ten měl sice dva syny, ti však pocházeli z morganatického manželství s hraběnkou Chotkovou, a neměli proto nárok na trůn. Proto se stal následníkem Františka Josefa I. a po jeho smrti císařem Karel, syn Oty, mladšího bratra Františka Ferdinanda.

## Dětství a mládí
Malého Karla Františka Josefa v nepřítomnosti otce (který žil prostopášným životem a působil četné skandály) opatrovala jeho zbožná matka. Karel byl nejprve vychováván domácími učiteli, mezi něž patřil i Godfried Marschall. Později v letech 1899–1900 navštěvoval věhlasné prestižní Skotské gymnázium ve Vídni. Domácí učitelé ho vychovávali v přísně katolickém duchu. Na vídeňském gymnáziu u skotských františkánů studoval přírodovědné obory. 1. října 1905 započal jeho vojenský výcvik u 7. dragounského pluku nejprve v Chudeřicích (něm. Kutterschitz) u Bíliny v Čechách a od roku 1906 ve Staré Boleslavi. 1. listopadu byl povýšen do hodnosti nadporučíka. 12. listopadu 1906 přerušil vojenskou službu, aby nastoupil dvouleté studium na Karlo-Ferdinandově universitě v Praze. Tehdy už byla univerzita rozdělena na německou a českou. Aby nevznikaly národnostní rozbroje, byl Karel vzděláván profesory z obou částí univerzity. Karel nedocházel na přednášky, ale profesoři jej navštěvovali na Pražském hradě, kde tehdy pobýval. Studium ukončil právnickými zkouškami dne 14. března 1907. Do doby univerzitních studií spadá slavnostní vyhlášení jeho plnoletosti 17. března 1907. Jak bylo zvykem, Karel dostal vlastní komoru, císař jmenoval jeho vrchním komořím knížete Zdenko Lobkowicze, který s Karlem setrval až do jeho smrti na Madeiře.

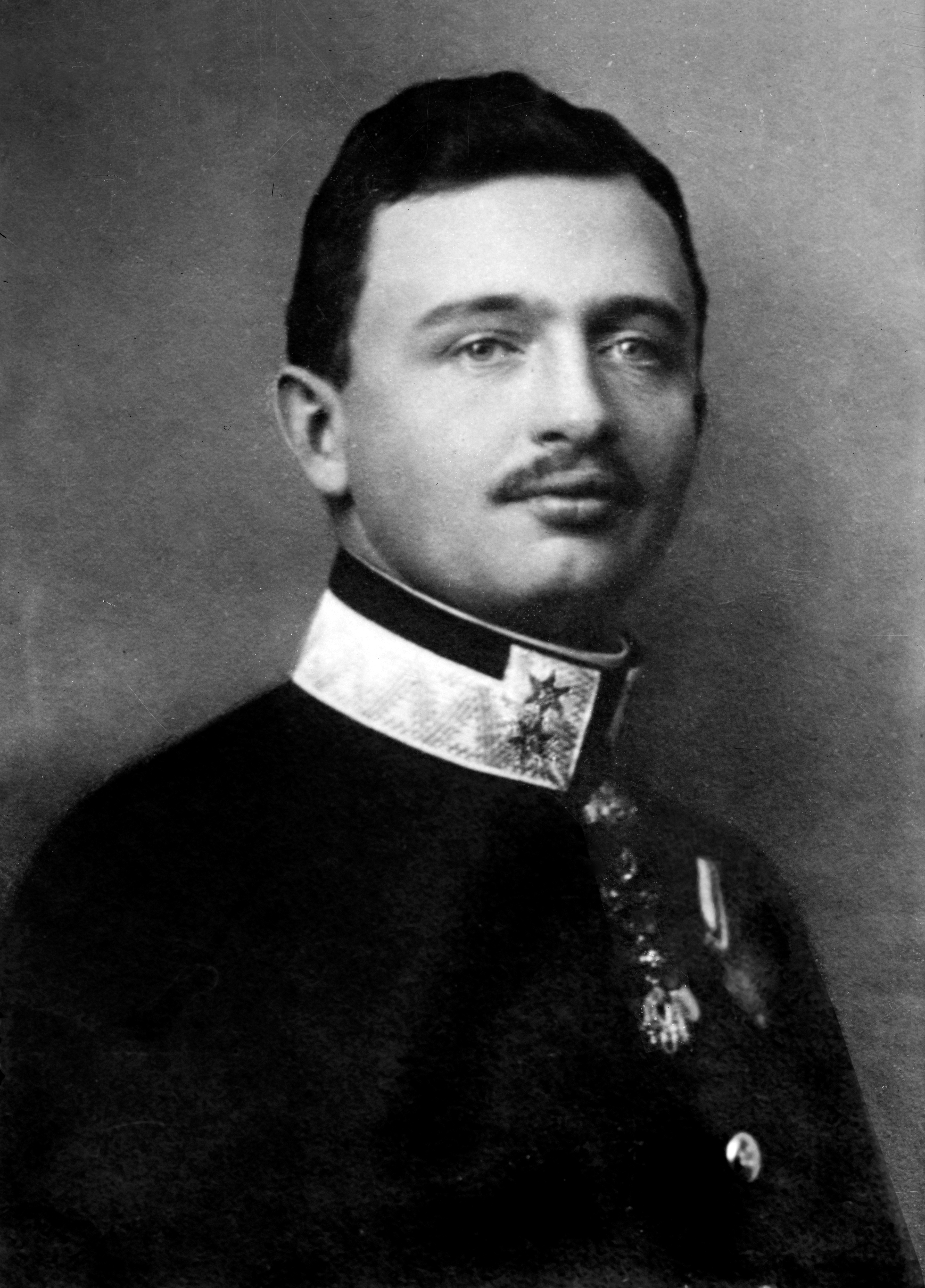
Karel I. ještě jako arcivévoda

Když roku 1906 zemřel Karlův otec Ota, stal se jeho opatrovníkem strýc František Ferdinand, který předtím roku 1900 vstoupil do tzv. morganatického manželství (tzn. se ženou nerovného šlechtického postavení) s hraběnkou Žofií Chotkovou. Jelikož tím byly děti Františka Ferdinanda vyloučeny z následnictví trůnu, stal se tímto Karel ve třinácti letech po Františku Ferdinandovi druhým v pořadí v nástupnictví. V létě 1908 nastoupil zpět službu u své vojenské posádky. Se souhlasným zájmem sledoval reformní plány svého strýce, arcivévody Františka Ferdinanda, politiky se však stranil, což se setkávalo s vřelým souhlasem císaře Františka Josefa. Teprve až roku 1911 obdržel Karel vědomost o důležitých zahraničně politických aktech a od roku 1913 ho směl František Ferdinand informovat blíže o svých reformních plánech. Avšak až do svého nástupu na trůn nebyl Karel účasten politických rozhodnutí v monarchii.
Po zavraždění následníka trůnu Františka Ferdinanda 28. června 1914 v Sarajevu postoupil Karel na místo následníka trůnu, zůstal však nadále vyloučen z rozhodnutí, která vedla k vypuknutí války, i z vysoké politiky vůbec. V srpnu 1914 byl přidělen k vrchnímu velení armády v Těšíně. Byl povýšen na polního podmaršálka a 16. března 1916 převzal velení 20. armádního sboru, který se podílel na počátečních úspěších nešťastné italské ofenzívy. Byl tak jedním z mála panovníků, kteří se osobně zúčastnili bojů světové války.

Jak pravil jeho syn Ota Habsburský v jednom rozhovoru pro české noviny:
| „ | …přišel sice pozdě, ale aspoň se pokusil… | “ |

## Manželství a děti

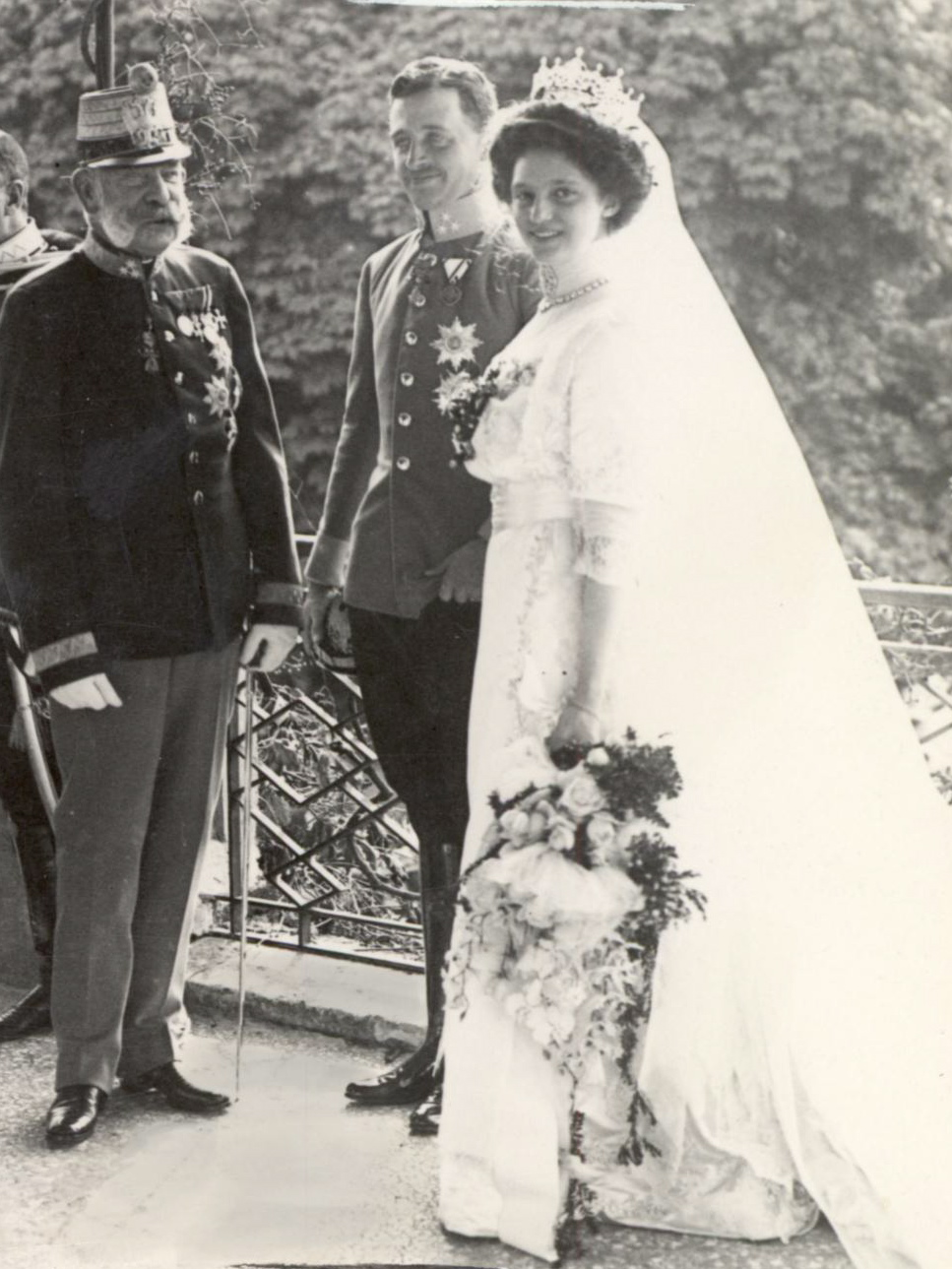
Svatba za účasti císaře

Dne 13. července 1911 se Karel ve Villa delle Pianore u Lukky (Itálie) zasnoubil se Zitou Bourbonsko-Parmskou, se kterou se 21. října téhož roku oženil na zámku Schwarzau am Steinfeld (Dolní Rakousko). Ze svatebního obřadu byl vytvořen záznam, který provedl zakladatel rakouského filmového průmyslu hrabě Alexander Kolowrat-Krakowský. Jeho volba „Italky“, jak byla jeho manželka označována odpůrci tohoto svazku, zejména pak po vyhlášení války Rakousku-Uhersku Itálií roku 1915, podle mínění kritiků přispěla k nežádoucímu mezinárodnímu připoutání domu Habsbursko-Lotrinského, neboť Zita pocházela z (v té době již) nevládnoucí vévodské dynastie ze země nepřátelské k Rakousku.
Z manželství vzešlo osm dětí:
- 1. František Josef Otto (1912–2011), jeho následník ∞ 1951 Regina, princezna Sasko-Meiningenská (1925–2010)
- 2. Adelheid Habsbursko-Lotrinská (1914–1971)
- 3. Robert Rakouský-d'Este (1915–1996) ∞ 1953 Markéta Savojská-Aosta (1930–2022)
- 4. Felix Fridrich (1916–2011[6]) ∞ 1952 Anna Evženie z Arenbergu (1925–1997)
- 5. Karel Ludvík (1918–2007) ∞ 1950 Yolanda z Ligne (* 1923)
- 6. Rudolph Syringus (1919–2010)
  1. ∞ 1953 Xenia Černyšev Bezobrazova (1929–1968)
  2. ∞ 1971 Anna Gabriele princezna z Wredy (* 1940)
- 7. Charlotte (1921–1989) ∞ 1956 Jiří, vévoda Meklenburský (1899–1963)
- 8. Elisabeth Charlotte (1922–1993) ∞ 1949 Jindřich, princ Lichtenštejnský (1916–1991)

## Vláda (1916–1918)

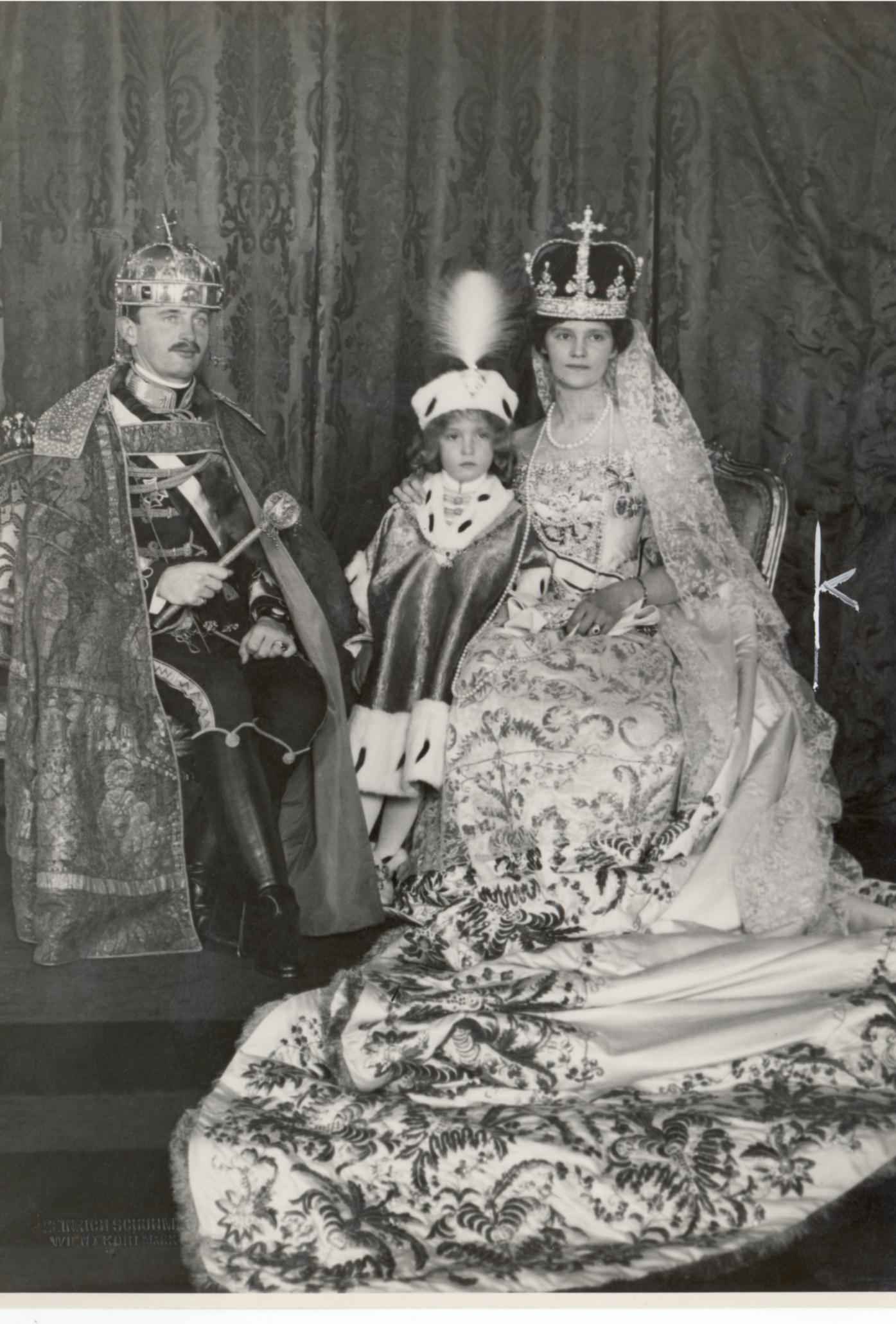
Karel a Zita se svým nejstarším synem, korunním princem Otou, po uherské korunovaci

Císařský monogram Karla I.

Po smrti císaře Františka Josefa (21. listopadu 1916) usedl Karel na trůn rakousko-uherského mocnářství. Jeho plný titul zněl:
„Karel I. z milosti Boží císař rakouský, uherský apoštolský král, český, dalmatský, chorvatský, slavonský, haličský, lodoměřský, illyrský a jeruzalémský král, arcivévoda rakouský, velkovévoda toskánský a krakovský, vévoda lotrinský, salcburský, štýrský, korutanský, kraňský a bukovinský, velkokníže sedmihradský, markrabě moravský, vévoda horního a dolního Slezska, modenský, parmský, piacenzský a guastellský, osvětimský a zatorský, těšínský, furlanský, raguszský a zarský, okněžněný hrabě habsburský a tyrolský, kyburský, gorizijský a gradišský, kníže tridentský a brixenský, markrabě horní a dolní Lužice a Istrie, hrabě hohenemský, feldkirchský, bregenzský, sonnenberský, pán z Terstu, z Cattara, velkovojvoda Vojvodiny srbské…“
Plány Františka Ferdinanda na prosazení nezbytně nutných změn v uherské ústavě (např. autonomie pro utlačované národnostní menšiny) ještě před jeho korunovací uherským králem se však nemohly uskutečnit. Uherský ministerský předseda István Tisza Karla totiž přesvědčil, aby se nechal již 30. prosince 1916 korunovat uherským králem jako Karel IV. ( maďarsky IV. Károly). Kvůli tomu pak měl císař Karel do budoucna v uherské části monarchie značně svázané ruce, neboť se v korunovační přísaze zavázal, že bude hájit integritu a nedotknutelnost zemí svatoštěpánské koruny. Svou korunovací zmařil i smělé plány svého strýce na revizi, či přímo odstranění rakousko-uherského dualismu. Dalekosáhlé reformy Uherska pak už nemohly být z Karlovy strany ústavní cestou podniknuty. Byla to jedna z největších politických chyb, protože v rámci proklamované integrity Uherska se skrývalo nerovnoprávné začlenění slovanských národů zejména Chorvatů a Slováků.
Vladařský styl císaře Františka Josefa I., jenž obhospodařoval všechny záležitosti sám ze své pracovny vídeňského Hofburgu, Karel I. nepřevzal. Naopak pravidelně předsedal zasedáním společné Rady ministrů, jež rozhodovala o vnějších a válečných záležitostech. Dne 22. prosince 1916 jmenoval Otakara hraběte Černína ministrem zahraničí. Poměrně neobvyklá byla také skutečnost, že se Karel o všech důležitých rozhodnutích radil se svou manželkou Zitou a její názory bral vážně, za což byl některými lidmi vysmíván. Také u mnoha porad byla Zita přítomna jako posluchačka.
Jeho sociálněpolitická opatření z roku 1917, jako např. Zákon na ochranu nájemníků (28. ledna), vytvoření Ministerstva sociální péče (1. června) či Ministerstva národního zdraví (30. srpen) přežily i zánik monarchie a existují prakticky dodnes. Viktor Mataja byl prvním sociálním ministrem na světě.

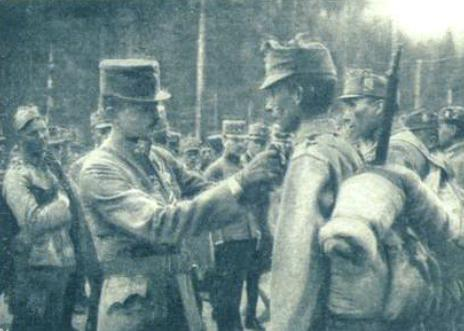
Císař Karel osobně připíná vyznamenání vojákům na italské frontě.

Na rozdíl od všech ostatních válečných velitelů měl prostřednictvím četných návštěv bojové fronty velký podíl na praktickém vedení bojů. Již 2. prosince 1916 převzal vrchní velení nad armádou a hlavní válečný stan přesunul z Těšína do Badenu u Vídně. Dne 1. března 1917 odvolal velitele generálního štábu Conrada von Hötzendorf. Mohl tím zamezit podobnému vývoji jako v Německé říši, kde politiku řídili hlavně generálové Paul von Hindenburg a Erich Ludendorff, přičemž císař Vilém II. měl jen malý vliv. Ovšem i Rakousko-Uhersko bylo, ještě před Karlovým nástupem k moci, co se týče vojenských rozhodnutí zcela závislé na vrchním velení německé říše.
Díky své schopnosti prohloubeného vhledu stále zřetelněji rozpoznával bezvýchodnost situace Ústředních mocností. Po mírovém návrhu z 12. prosince 1916, který ztroskotal na odmítavém postoji ze strany Německé říše, se na jaře 1917 Karel neúspěšně pokusil vyjádřit konkrétní mírové cíle přes svého švagra Sixta Ferdinanda Bourbon-Parma vyjednáváním s Trojdohodou o dosažení separátního míru (viz Sixtova aféra). Další mírové rozhovory se udály v létě 1917 ve Švýcarsku. Tyto záměry však ztroskotaly na francouzské touze po vítězství v poli (Spojené státy vstoupily do války 6. dubna), na přemrštěných požadavcích Itálie, ale také na neústupnosti Německé říše, kde se stále více prosazovaly síly, které věřily ve vojenský úspěch.
Mírové snahy, výhrady k neomezené ponorkové válce, zákaz bombardování civilních cílů a pozitivní odpověď na mírové výzvy papeže Benedikta XV., jenž byl považován za spojence Itálie, vedly ke stále hlubšímu rozporu Karla s Německou říší, ale též s německými národními spolky ve vlastní zemi. Karel sice zakázal explicitně jakékoli nasazení otravných plynů v rozsahu moci velení c. a. k. armády, nemohl však zabránit tomu, že vrchní velení Německé říše ve 12. bitvě na Soče, v Bitva u Kobaridu (italsky Caporetto, dnešní Kobarid ve Slovinsku), v říjnu 1917 nařídilo použití jedovatého plynu. Tento útok německé 14. armády vedl Otto von Below.
Karel se rozcházel v názoru se svými poradci, kteří by takový kurs schvalovali, ba i podporovali, a na něž by se mohl plně spoléhat. Ministr zahraničí Otakar Černín se sice zpočátku přimlouval za mírové plány, později se však přiklonil k pevnějším vazbám na Německo. Černín v proslovu ze 2. dubna 1918 vytýkal Francii, že vedla tajná mírová vyjednávání. Jelikož Francie s tímto nařčením nesouhlasila, zveřejnil francouzský ministerský předseda Georges Clemenceau dne 14. dubna obsah tajného Karlova dopisu švagru Sixtovi. Tím utrpěla autorita císaře enormní škody, i proto, že se snažil dopis dementovat. Karel byl označen za „pantoflového hrdinu“ a Zita za „italskou zrádkyni“. Černín byl 24. dubna donucen k odstoupení. Karel musel podstoupit nepříjemnou cestu k císaři Vilémovi do Spa a přijmout podmínky, jež Rakousko-Uhersko ještě pevněji připoutaly k Německé říši.
Rovněž Karlovy snahy z října 1918 o záchranu alespoň rakouské části monarchie a přesun do jakéhosi spolkového státu s rozšířenou autonomií pro jednotlivé národnosti přišly příliš pozdě. Když seznal, že situace je neudržitelná, soustředil se především na to, aby blížící se rozpad monarchie proběhl klidně a bez krveprolití. Jeho Národní manifest přispěl k pokojnému převzetí moci v zemi, neboť zakladatelé tzv. nástupnických států se mohli odvolat na Karlovu vůli a c. k. úřady se nestavěly proti nim.
Koncem října se vzbouřily především maďarské vojenské oddíly c. a k. armády na italské frontě. Během dvou dnů se vzpoura a pasivní odboj rozšířily na 26 z 57 oddílů…, píše Brook-Shepherd (str. 232). O příměří s Itálií z 3. listopadu 1918, jež odporovalo záměrům spojenců Německé říše, že je nemuseli sami podepsat, předal císař a král vrchní velení nad vším, co dosud podléhalo c. a k. armádě starého pořádku, dne 3. listopadu 1918 na generála Artura Arze ze Straussenburgu a 4. listopadu jmenoval polního maršála Hermanna Kövesse z Kövessházy na jeho přání vrchním velitelem armády. Dne 6. listopadu byla c. a k. armáda císařem a králem demobilizována.
Vzhledem k celkovému vojenskému zhroucení a vnitřnímu rozpadu podunajské monarchie zřekl se císař Karel 11. listopadu 1918 v rakouské části monarchie „jakékoli účasti na státních záležitostech“ a zprostil svou (mezitím již nefunkční) rakouskou vládu úřadu. (Prohlášení bylo navrženo c. k. ministry společně se zástupci německorakouské státní rady.) Následujícího dne byl nově vzniklý stát Německé Rakousko prohlášen republikou. Podobným prohlášením byl Karel dne 13. listopadu na nátlak maďarských politiků donucen zříci se svých panovnických práv v Uhrách.

Na rozdíl od Viléma II. nepřemýšlel – pod silným vlivem Zity – formálně[zdroj?]. To vedlo v Německém Rakousku k vyhlášení Zákona ze 3. dubna 1919, o vypovězení ze země a převzetí moci domu habsbursko-lotrinského (StGBl. 209/1919). Zákon zrušoval pro Německé Rakousko všechna vladařská práva dynastie a stanovoval:
| „ | …v zájmu bezpečnosti republiky se někdejším nositelům koruny a ostatním příslušníkům domu Habsburg-Lothringen, pokud se tito výslovně nezřeknou příslušnosti k panovnickému domu a všech s tím souvisejících vladařských nároků a neprohlásí se za věrné občany republiky, nařizuje vyhoštění ze země. | “ |

Ex-císař, jenž předtím odcestoval, se tak stal až do konce svého života vyhnancem z Německého Rakouska. Někteří zbylí členové rodiny habsbursko-lotrinské se rozhodli pro život v zahraničí, jiní pro republikánské Rakousko. Vdova po Karlovi Zita se nikdy k Rakouské republice neznala, ale od roku 1982 směla znovu vstoupit do země poté, co se po posledním přezkoumání jejího případu vyjasnilo, že se do dynastie pouze přivdala a nikdy by neměla ani teoretické právo skutečně vládnout.

## Vexilu (1918–1922)
Karel se již v noci z 11. na 12. listopadu 1918 uchýlil se svou nejbližší rodinou na zámek Eckartsau na Moravském poli, jenž byl tehdy na rozdíl od Schönbrunnu soukromým habsburským majetkem. Anglický král Jiří V. jej chtěl ušetřit osudu ruského cara Mikuláše II. a nechal je tam ochraňovat anglickým podplukovníkem E. L. Struttem.

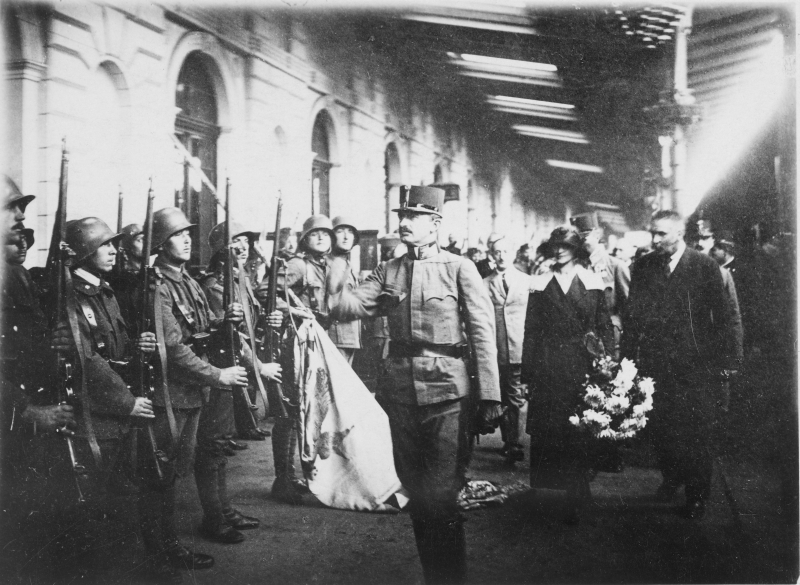
Karel I. v Maďarsku roku 1921 při jednom ze svých pokusů o návrat

Ačkoli hrozila konfiskace habsburského majetku, nenechal se Karel přesvědčit k abdikaci. S ohledem na vnitropolitický vývoj v Německém Rakousku (Habsburský zákon) připravil pplk. Strutt vycestování císařské rodiny do Švýcarska, které proběhlo 24. března 1919 dvorním vlakem někdejších c. k. státních drah. Ještě před přechodem hranic zopakoval Karel v tzv. Feldkirchském manifestu své prohlášení z 11. listopadu 1918 a protestoval proti svému sesazení coby panovníka. 3. dubna 1919 schválilo Národní shromáždění Německého Rakouska vypovězení ze země (viz výše) a konfiskaci habsburského rodinného majetku, nikoli však prokazatelně soukromý majetek jednotlivých členů rodiny.
Ve švýcarském exilu žil nejprve na zámku Wartegg u Rorschachu na Bodamském jezeře a od 20. května 1919 v Pranginsu na Ženevském jezeře.
Karel udržoval horlivý kontakt s legitimistickými spolky, především v Uhrách, kde již v roce 1919 po krátkém republikánském intermezzu byla monarchie znovu nastolena a dne 1. března 1920 byl zdánlivě prohabsburský Miklós Horthy zvolen říšským místodržitelem. Karel mu sice slíbil, že jej bude informovat o svých plánech a vrátí se teprve po uklidnění politické situace, nicméně věřil spíše úsudku svých poradců, především tomu nejvyššímu, Antonu Lehárovi (bratrovi skladatele Franze Lehára), že čas pro restauraci monarchie pro Habsburky teprve přijde. Rovněž francouzský ministerský předseda Aristide Briand vyjádřil podporu; tu však po krachu restaurace dementoval.

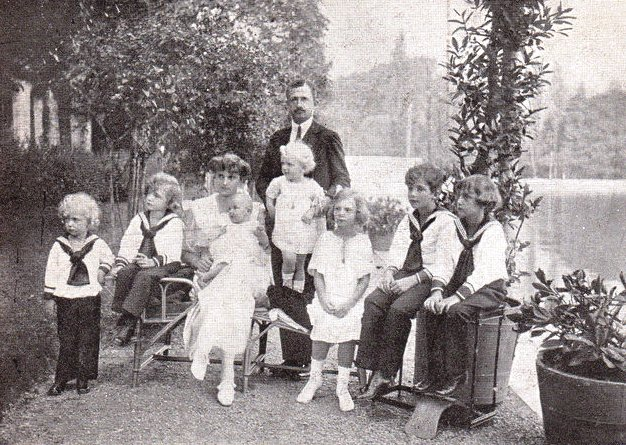
Karel s rodinou ve vyhnanství

Karel, aniž by informoval Horthyho, se okolo Velikonoc 1921 inkognito vrátil do Budapešti a od zemského správce důrazně požadoval odstoupení. Přitom narážel pouze na Horthyho přísahu věrnosti, aniž by bral vážně námitky týkající se vnitropolitických problémů a především hrozící intervenci Dohody resp. vyhlášení války ze strany nástupnických států Československa, Rumunska a Jugoslávie. Teprve po týdenním pobytu v Szombathely v západním Maďarsku se přesvědčil o neperspektivnosti svých snah, vrátil se tedy zpět do Švýcar, kde se se svou rodinou usídlil na zámku Hertenstein u Luzernu.
Již 20. října 1921 započal Karel druhý pokus a letěl se svou chotí Zitou na stroji Junkers F 13 do Šoproně, opět bez informování jemu beztak již podezřelého Horthyho. Zde legitimisté mezitím započali, tzv. Freischärler (polovojenská skupina), kteří se stavěli proti postoupení Burgenlandska Rakousku (viz též Referendum 1921 v Burgenlandsku), a další menší vojenské kontingenty se spojovaly ve vojsko. Jelikož však telegram se zprávou o Karlově příjezdu dorazil o den později, rozhodujícím způsobem se zpozdil odchod vojska. Z pochodu na Budapešť vzniklo vítězné tažení, ne nepodobné slavnému návratu Napoleona z Elby do Paříže v roce 1814, pomalé tempo postupu však dalo zpočátku váhavému Horthymu čas, aby soustředil vlastní vojsko na konfliktem hrozící vojska dohody. V Budaörsu, jednom z předměstí Budapešti, došlo 23. října 1921 k menší potyčce, při níž přišlo o život 19 vojáků. Jelikož si Karel uvědomil, že snahy o restauraci monarchie by skončily občanskou válkou, vydal i přes naléhání svých vojenských poradců rozkaz k ústupu.
Po krátké internaci v opatství Tihany na Balatonu byl Karel dne 1. listopadu se svou chotí Zitou přijat na palubu britské dunajské lodi Glowworm a odvezen k Černému moři a poté pokračovali na anglickém křižníku Cardiff přes Gibraltar na portugalský ostrov Madeira, kam dorazil 19. listopadu. Jejich děti za nimi dorazily teprve 2. února 1922.
V maďarském parlamentu byl mezitím, dne 6. listopadu, přijat zákon, který s konečnou platností zbavil Habsburky nároku na trůn.

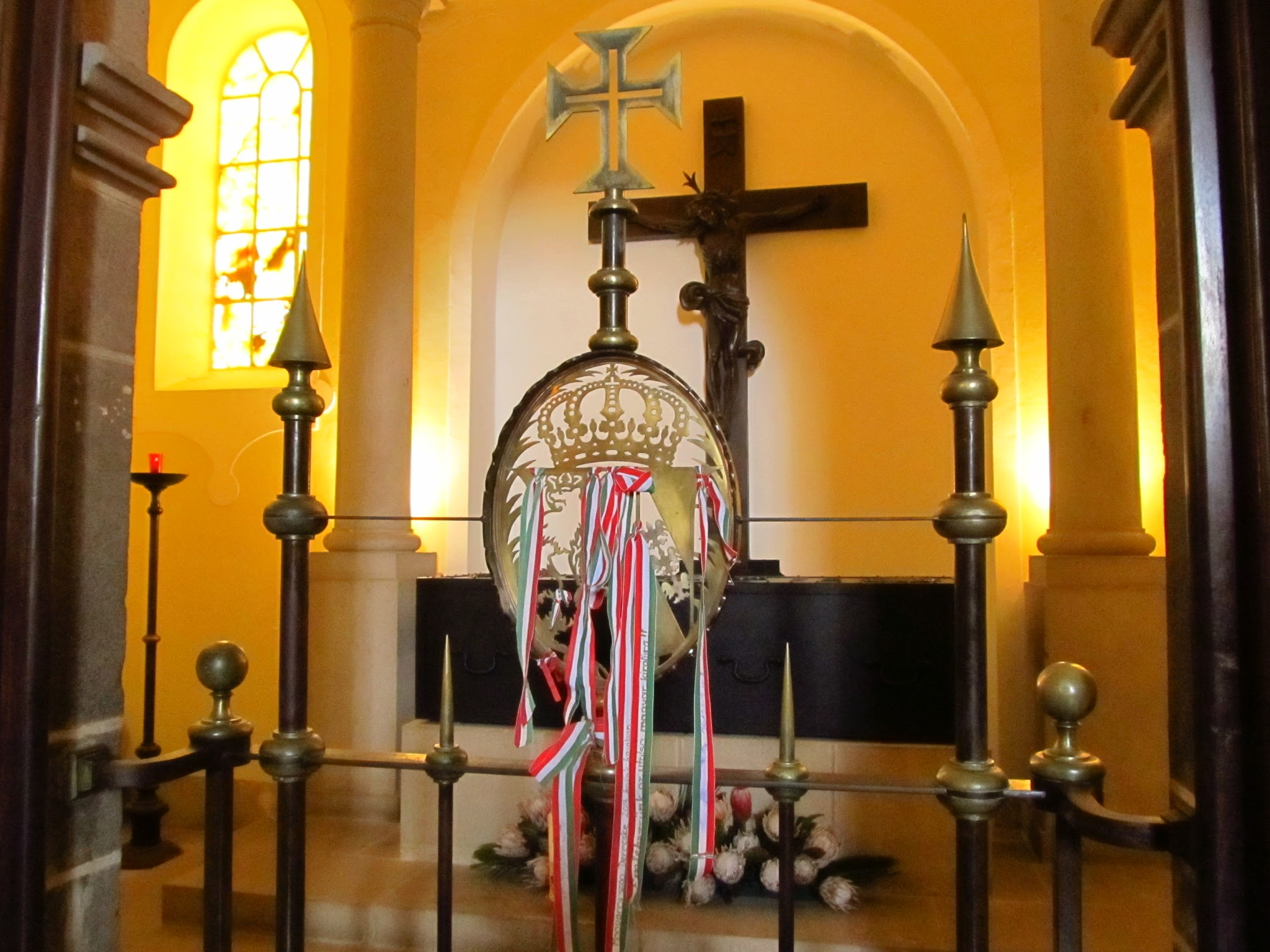
Pohřební kaple Karla I. v kostele v Monte, Funchal

Jako první Habsburk se císař Karel I. stal členem studentského svazu. 22. prosince 1921 byl prohlášen za čestného člena „Německé křesťanské akademické asociace Wasgonia“ Vídeň, jež měla místo a hlas na všech studentských setkáních a sjezdech.
Na Madeiře Karel sídlil se svou rodinou nejdříve v hotelu Victoria ve Funchalu. Poté, co jim byly odcizeny osobní šperky, které byly jejich posledním zbylým prostředkem, přestěhovali se do quinty (panský dům) na Monte, jež jim byla dána bezplatně k dispozici rodinou jistého bankéře. 9. března se Karel nachladil. Chtěl šetřit tenčící se rodinné finance, proto byl lékař povolán teprve 21. března. Ten konstatoval těžký zápal plic. 1. dubna 1922 zemřel Karel I. ve věku třiceti čtyř let.
Pohřbu, který se konal 5. dubna, se zúčastnilo na 30 000 lidí. Jeho hrob se nachází v kostele Nossa Senhora do Monte (Monte – městská část Funchalu) a jeho srdce je uloženo v Loretánské kapli kláštera Muri ve švýcarské obci Muri v kantonu Aargau.
Od pohřbu Zity roku 1989 ve vídeňské Kapucínské kryptě stále čeká jedna z hrobek na posledního habsburského císaře. Jeho rodina, především jeho syn Ota Habsburský, však převoz ostatků do Vídně neschválila, jelikož takový úmysl považuje za urážku obyvatel Madeiry, kteří jeho otci v jeho posledních měsících života tolik pomáhali. Od blahoslavení Karla I. získal jeho hrob na Monte ve Funchalu pro tamní obyvatelstvo i zahraniční turisty další význam. Kostel je po většinu roku otevřen, do pohřební kaple s kovovým sarkofágem lze nahlédnout přes ozdobnou mříž.

## Karlova vize budoucnosti
V letech 1920–22 ve svých spisech Karel velmi přesně vystihl budoucí politický vývoj středoevropského prostoru na desítky let dopředu (rozmach Německé říše, rozmíšky a krize uvnitř malých nově vzniklých států, vehnání mladých republik do područí Německa, nerovnováha a roztříštěnost národnostní, politická i ekonomická atd.)

## Vztah císaře Karla kČechám

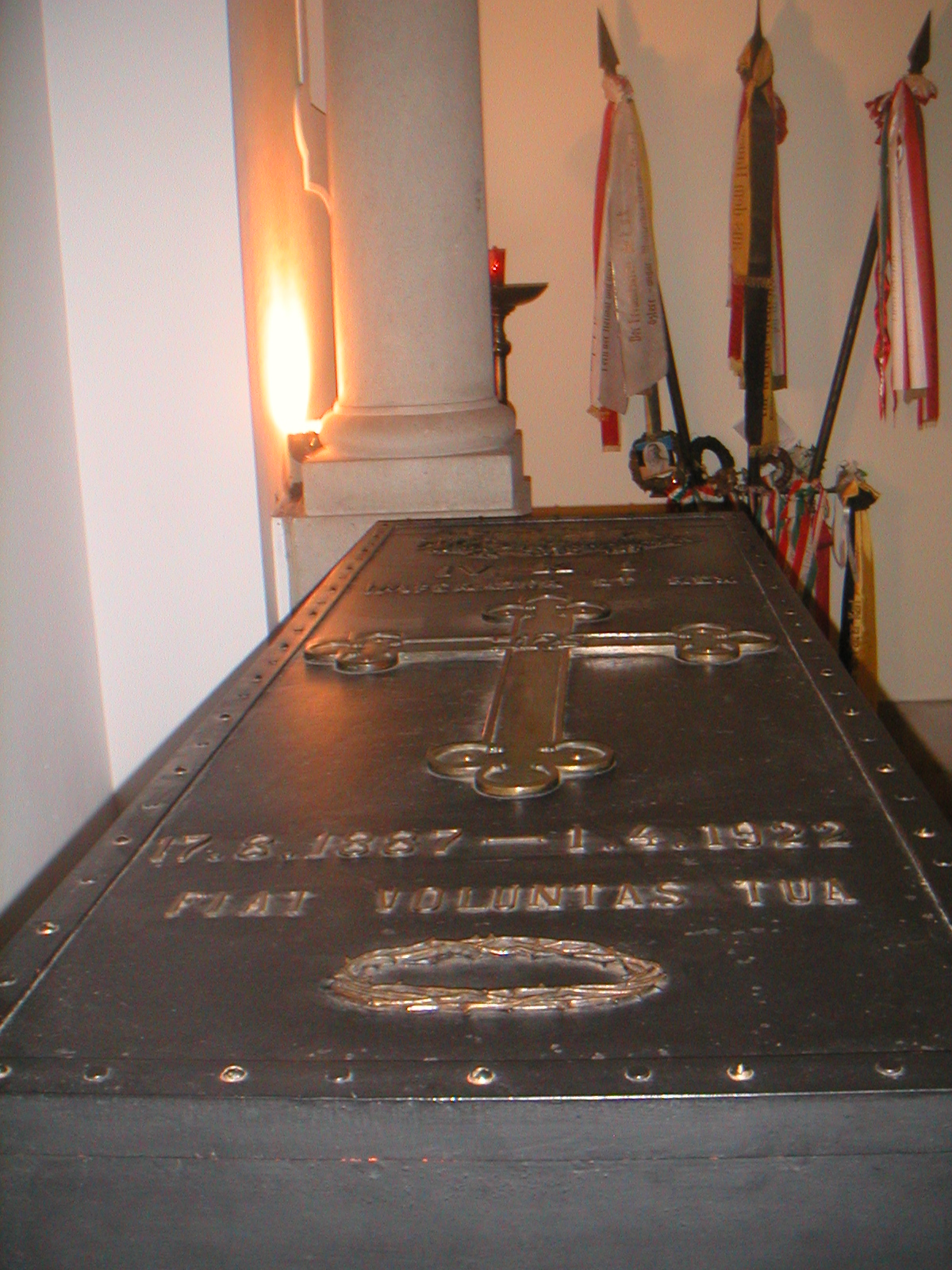
Hrobka císaře a krále Karla I.

Hovořil dobře česky. Často a rád pobýval v Čechách (studoval v Praze, vojenskou službu absolvoval v Brandýse nad Labem, pobýval ve Staré Boleslavi, na zámku v Zákupech[zdroj?] aj.).

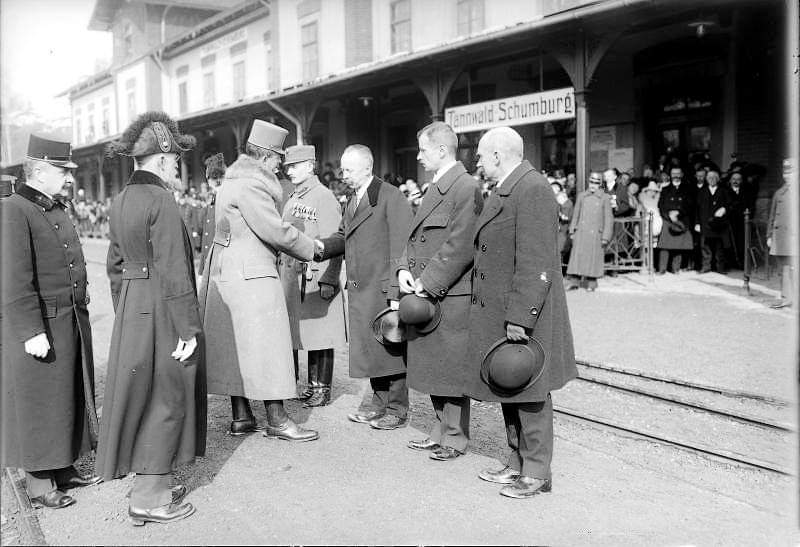
Karel I. na návštěvě Tanvaldu v roce 1918

Dne 24. dubna 2022 byla část jeho ostatků (drobná část žebra) uložena v chrámu sv. Víta.

## Post-mortem
Historikové se rozcházejí v názoru na Karla a jeho vládu. Jedním z nejkritičtějších je Helmut Rumpler, vedoucí Habsburského úřadu Rakouské akademie věd, jenž Karla popsal jako "diletanta, vnitřně příliš slabého, aby mohl čelit všem výzvám osudu, a jako nevalného politika." Nicméně většina ostatních vidí Karla jako statečnou a čestnou postavu, která se jako císař a král pokusila zastavit běsnění první světové války. Anglický spisovatel Herbert Vivian napsal:
| „ | Karel byl velký vůdce, posel míru, jenž chtěl zachránit svět od let války. Státník, jenž dával naději na záchranu svého lidu navzdory komplikovaným problémům v říši. Král, jenž svůj lid miloval nade vše, statečný muž, ušlechtilá duše, vznešený člověk, svatý, z jehož hrobu vychází požehnání. | “ |

Dále například Anatole France, francouzský romanopisec, prohlásil:
| „ | Císař Karel je jediný slušný člověk, jenž se sám postavil do čela armády, ač byl spíše jako světec a nikdo mu nenaslouchal. Upřímně toužil po míru, a proto byl opovrhován celým světem. Byla zde veliká šance, která však byla promarněna. | “ |

Všechny tyto rozličné pohledy dávají za pravdu slovům papeže sv. Pia X. během audience mladého Karla: „Žehnám arcivévodovi Karlovi, který bude příštím císařem rakouským a jenž pomůže vésti své země a jejich národy k vysoké cti a mnohému požehnání – toto požehnání se však úplně projeví až po jeho smrti.“

## Tituly a vyznamenání
V c. k. armádě sloužil od roku 1905 a rychle postupoval v hodnostech, paralelní služební postup absolvoval též u c. k. námořnictva. Na začátku první světové války byl již plukovníkem a kapitánem řadové lodi. V roce 1915 byl povýšen na generálmajora a kontradmirála, během roku 1916 dosáhl hodností polního podmaršála, generála jezdectva, viceadmirála a admirála. Nakonec byl k datu 1. listopadu 1916 povýšen na generálplukovníka a velkoadmirála. Již o tři týdny později zdědil císařský trůn a spolu s ním také titul vrchního velitele ozbrojených sil a dosavadní vojenské hodnosti přestal užívat. 
V sedmnácti letech se jako každý arcivévoda stal nositelem Řádu zlatého rouna. Krátce nato obdržel i první zahraniční vyznamenání v Sasku, odkud pocházela jeho matka. Do roku 1918 pak získal řadu dalších vyznamenání v Rakousku-Uhersku a v zahraničí. Po nástupu na trůn se stal velmistrem Vojenského řádu Marie Terezie a automatický nositelem řádového velkokříže. Sám ještě v roce 1916 založil dvě válečná vyznamenání, Karlův vojenský kříž a Kříž Františka Josefa.

### Rakousko-Uhersko
- Řád zlatého rouna (1905)
- Vojenský jubilejní kříž (1908)
- Vojenský záslužný kříž III. třídy s válečnou dekorací (1914)
- velkokříž Královského uherského řádu svatého Štěpána (1915)
- Vyznamenání za zásluhy o Červený kříž s válečnou dekorací (1915)
- Řád železné koruny I. třídy s válečnou dekorací (1916)
- velkokříž Řádu Marie Terezie (1917)

### Zahraničí
- rytíř Řádu routové koruny (1905, Sasko)
- Řád černé orlice (1906, Německo)
- velkokříž Řádu svatého Josefa (1907, Toskánsko)
- velkokříž Domácího řádu vendické koruny (1910, Meklenbursko)
- velkokříž Řádu sv. Huberta (1910, Bavorsko)
- velkokříž Viktoriina řádu (1911, Spojené království)
- velkokříž Maltézského řádu (1914, Řád maltézských rytířů)
- Kříž Fridricha Augusta (1916, Oldenbursko)
- velkokříž Vojenského řádu sv. Jindřicha (1916, Sasko)
- velkokříž Vojenského řádu Maxe Josefa (1916, Bavorsko)
- Pour le Mérite (1916, Německo)
- čestný kříž Královského hohenzollernského domácího řádu I. třídy (1916, Německo)
- velkokříž Královského řádu za občanské zásluhy II. třídy (1916, Bulharsko)
- Železný kříž II. třídy (1918, Německo)
- Železný kříž I. třídy (1918, Německo)
- komtur Řádu Albrechtova (1918, Sasko)
- Zlatá a stříbrná medaile Řádu Imtiaz (1918, Osmanská říše)

## Blahořečení a posmrtná úcta
Roku 1949 započalo ve vídeňské arcidiecézi shromažďování informací a svědectví o jeho životě. Jeho beatifikační proces v katolické církvi započal roku 1954, čímž obdržel titul služebník Boží. Dne 14. dubna 2003 jej papež Jan Pavel II. podepsáním dekretu o jeho hrdinských ctnostech prohlásil za ctihodného.
Blahořečen byl dne 3. října 2004 na Svatopetrském náměstí. Obřadu předsedal papež Jan Pavel II., který při té příležitosti pronesl:
| „ | Nejdůležitějším úkolem křesťana je hledání, rozpoznávání a následování Boží vůle v každé záležitosti. Křesťanský státník, císař a král Karel I., přijímal tuto výzvu každý den. V jeho očích byla válka ‚něčím děsivým‘. Uprostřed vřavy první světové války se usilovně snažil napomáhat mírové iniciativě mého předchůdce Benedikta XV. | “ |

Vídeňský kardinál Christoph Schönborn byl církevním patronem jeho blahořečení. Svátek se slaví na den 21. října (datum jeho sňatku s princeznou Zitou).
Na českém území je blahoslavenému císaři Karlovi zasvěceno několik pamětních míst:
- kaple bl. císaře Karla Rakouského vybudovaná v roce 2010 v Branišově u Kdyně. Každoročně se sem konají poutě okolo 21. října (Karlův svátek) a 24. července (vysvěcení kaple).[13]
- kaple bl. císaře Karla Rakouského v kostele Nanebevzetí Panny Marie ve Staré Boleslavi
- výklenková kaple bl. císaře Karla Rakouského u Hořoviček. Vznikla rekonstrukcí zchátralé kaple neznámého zasvěcení, vysvěcena byla roku 2012.[14]
- kříž blahoslaveného Karla I. v Tlumačově, posvěcený 26. října 2014.[15]
- řeckokatolická kaple sv. Šarbela, blahoslaveného Hroznaty a Karla v Mariánských Lázních na faře (římskokatolické farnosti)
- pramen císaře Karla I. v Návarově, pojmenovaný a upravený roku 2017, slavnostní požehnání se konalo 11. srpna 2018.[16]
- (neoficiální) náměstí císaře a krále Karla I. u zámku v Horních Tošanovicích, otevřené 16. srpna 2019.[17]
- Výklenková kaplička bl. Karla I. v Senomatech, místní části Nouzov. [18]

Kromě toho je v mnoha kostelech vystaven portrét blahoslaveného Karla a v několika i jeho relikvie, například v katedrále svatého Mikuláše v Českých Budějovicích, v kostele Nanebevzetí Panny Marie ve Staré Boleslavi nebo v kostele svatého Gotharda v Bouzově.

## Vývod z předků
|          |                                      |  |                                 |                                       |  |  |  |  |  |  |  | František I. Rakouský |
|          |                                      |  |                                 |                                       |  |  |  |  |  |  |  |                       |
|          | František Karel Habsbursko-Lotrinský |  |                                 |                                       |  |  |  |  |  |  |  |                       |
|          |                                      |  |                                 |                                       |  |  |  |  |  |  |  |                       |
|          |                                      |  |                                 | Marie Tereza Neapolsko-Sicilská       |  |  |  |  |  |  |  |                       |
|          |                                      |  |                                 |                                       |  |  |  |  |  |  |  |                       |
|          | Karel Ludvík Rakousko-Uherský        |  |                                 |                                       |  |  |  |  |  |  |  |                       |
|          |                                      |  |                                 |                                       |  |  |  |  |  |  |  |                       |
|          |                                      |  |                                 | Maxmilián I. Josef Bavorský           |  |  |  |  |  |  |  |                       |
|          |                                      |  |                                 |                                       |  |  |  |  |  |  |  |                       |
|          | Žofie Frederika Bavorská             |  |                                 |                                       |  |  |  |  |  |  |  |                       |
|          |                                      |  |                                 |                                       |  |  |  |  |  |  |  |                       |
|          |                                      |  |                                 | Karolína Frederika Vilemína Bádenská  |  |  |  |  |  |  |  |                       |
|          |                                      |  |                                 |                                       |  |  |  |  |  |  |  |                       |
|          | Ota František Josef                  |  |                                 |                                       |  |  |  |  |  |  |  |                       |
|          |                                      |  |                                 |                                       |  |  |  |  |  |  |  |                       |
|          |                                      |  |                                 | Ferdinand I. Neapolsko-Sicilský       |  |  |  |  |  |  |  |                       |
|          |                                      |  |                                 |                                       |  |  |  |  |  |  |  |                       |
|          | Ferdinand II. Neapolsko-Sicilský     |  |                                 |                                       |  |  |  |  |  |  |  |                       |
|          |                                      |  |                                 |                                       |  |  |  |  |  |  |  |                       |
|          |                                      |  |                                 | Marie Karolína Habsbursko-Lotrinská   |  |  |  |  |  |  |  |                       |
|          |                                      |  |                                 |                                       |  |  |  |  |  |  |  |                       |
|          | Marie Annunziata Neapolsko-Sicilská  |  |                                 |                                       |  |  |  |  |  |  |  |                       |
|          |                                      |  |                                 |                                       |  |  |  |  |  |  |  |                       |
|          |                                      |  |                                 | Karel Ludvík Rakousko-Těšínský        |  |  |  |  |  |  |  |                       |
|          |                                      |  |                                 |                                       |  |  |  |  |  |  |  |                       |
|          | Marie Terezie Izabela Rakouská       |  |                                 |                                       |  |  |  |  |  |  |  |                       |
|          |                                      |  |                                 |                                       |  |  |  |  |  |  |  |                       |
|          |                                      |  |                                 | Jindřiška Nasavsko-Weilburská         |  |  |  |  |  |  |  |                       |
|          |                                      |  |                                 |                                       |  |  |  |  |  |  |  |                       |
| Karel I. |                                      |  |                                 |                                       |  |  |  |  |  |  |  |                       |
|          |                                      |  |                                 |                                       |  |  |  |  |  |  |  |                       |
|          |                                      |  | Maximilián, dědičný princ Saska |                                       |  |  |  |  |  |  |  |                       |
|          |                                      |  |                                 |                                       |  |  |  |  |  |  |  |                       |
|          | Jan I. Saský                         |  |                                 |                                       |  |  |  |  |  |  |  |                       |
|          |                                      |  |                                 |                                       |  |  |  |  |  |  |  |                       |
|          |                                      |  |                                 | Karolína Marie Tereza Parmská         |  |  |  |  |  |  |  |                       |
|          |                                      |  |                                 |                                       |  |  |  |  |  |  |  |                       |
|          | Jiří I. Saský                        |  |                                 |                                       |  |  |  |  |  |  |  |                       |
|          |                                      |  |                                 |                                       |  |  |  |  |  |  |  |                       |
|          |                                      |  |                                 | Maxmilián I. Josef Bavorský           |  |  |  |  |  |  |  |                       |
|          |                                      |  |                                 |                                       |  |  |  |  |  |  |  |                       |
|          | Amálie Augusta Bavorská              |  |                                 |                                       |  |  |  |  |  |  |  |                       |
|          |                                      |  |                                 |                                       |  |  |  |  |  |  |  |                       |
|          |                                      |  |                                 | Karolína Frederika Vilemína Bádenská  |  |  |  |  |  |  |  |                       |
|          |                                      |  |                                 |                                       |  |  |  |  |  |  |  |                       |
|          | Marie Josefa Saská                   |  |                                 |                                       |  |  |  |  |  |  |  |                       |
|          |                                      |  |                                 |                                       |  |  |  |  |  |  |  |                       |
|          |                                      |  |                                 | Ferdinand Sasko-Kobursko-Gothajský    |  |  |  |  |  |  |  |                       |
|          |                                      |  |                                 |                                       |  |  |  |  |  |  |  |                       |
|          | Ferdinand II. Portugalský            |  |                                 |                                       |  |  |  |  |  |  |  |                       |
|          |                                      |  |                                 |                                       |  |  |  |  |  |  |  |                       |
|          |                                      |  |                                 | Maria Antonia Koháry de Csábrág       |  |  |  |  |  |  |  |                       |
|          |                                      |  |                                 |                                       |  |  |  |  |  |  |  |                       |
|          | Marie Anna Portugalská               |  |                                 |                                       |  |  |  |  |  |  |  |                       |
|          |                                      |  |                                 |                                       |  |  |  |  |  |  |  |                       |
|          |                                      |  |                                 | Petr I. Brazilský                     |  |  |  |  |  |  |  |                       |
|          |                                      |  |                                 |                                       |  |  |  |  |  |  |  |                       |
|          | Marie II. Portugalská                |  |                                 |                                       |  |  |  |  |  |  |  |                       |
|          |                                      |  |                                 |                                       |  |  |  |  |  |  |  |                       |
|          |                                      |  |                                 | Marie Leopoldina Habsbursko-Lotrinská |  |  |  |  |  |  |  |                       |
|          |                                      |  |                                 |                                       |  |  |  |  |  |  |  |                       |